# Rover (astronautica)

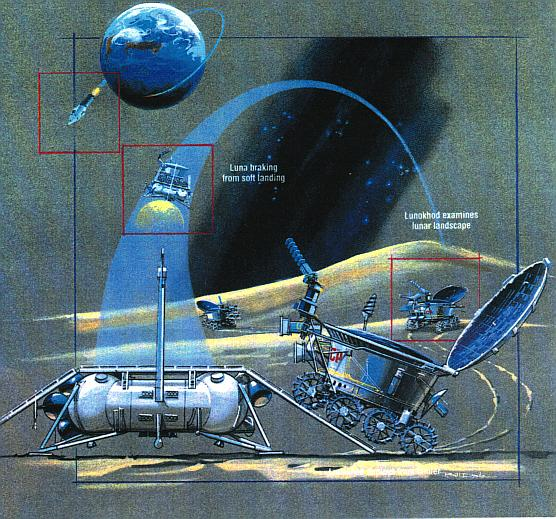
Schema della missione Lunochod.

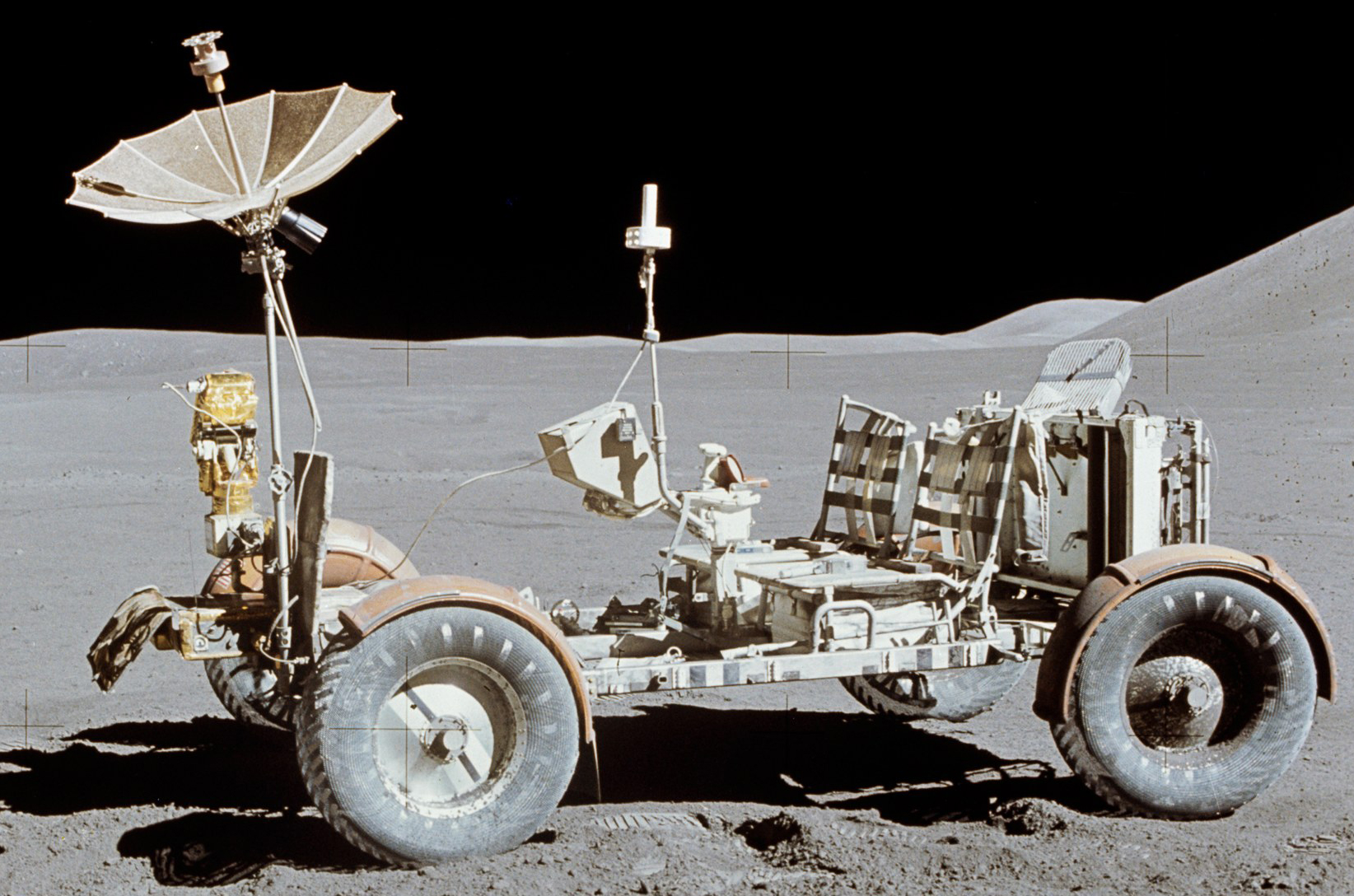
Rover lunare della missione Apollo 15 (NASA).

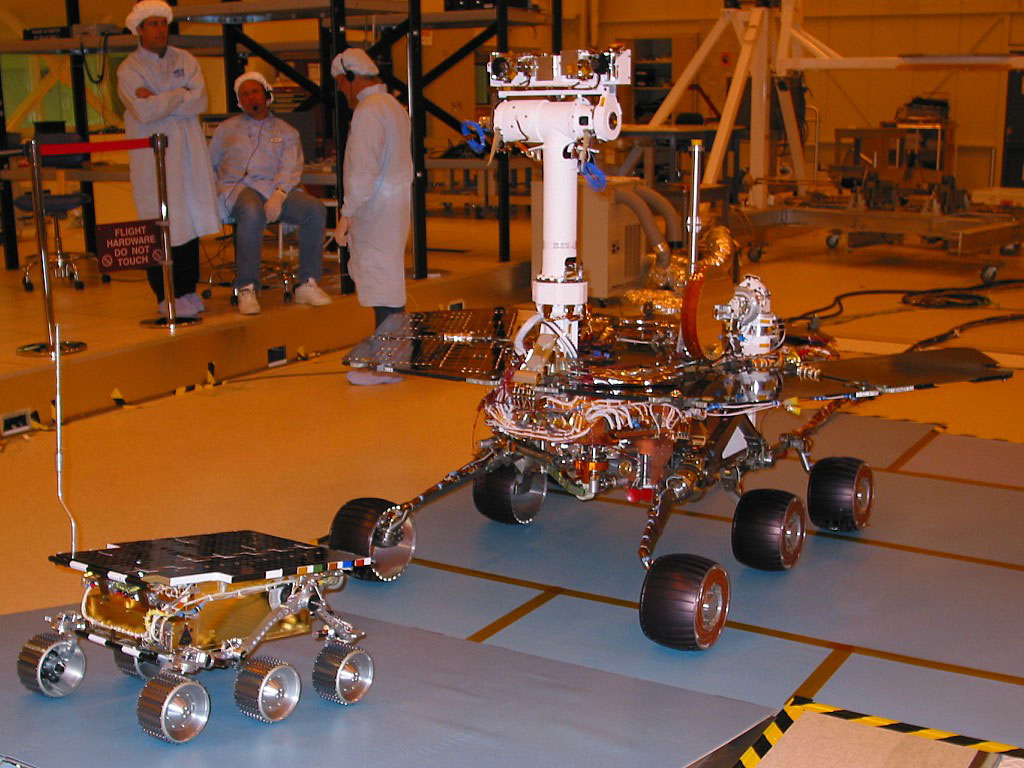
Nell'immagine, a destra il rover marziano Spirit, a sinistra Sojourner della missione Mars Pathfinder (NASA).

Il rover, o astromobile, è un veicolo adibito al trasporto su un corpo celeste. Il rover viene portato su un pianeta o su un satellite dal veicolo d'atterraggio.

## Storia
I primi rover della storia furono logicamente quelli destinati all'esplorazione lunare. Il 17 novembre 1970, trasportato dalla sonda Luna 17, allunò la prima astromobile, il Lunochod di fabbricazione sovietica. Le prime missioni Apollo atterrate sulla Luna infatti non disponevano di alcun rover. Il primo arrivò con la missione Apollo 15, il 31 luglio 1971, e successivamente ne portarono uno anche le missioni Apollo 16 e 17. In tutto, gli astronauti riuscirono a percorrere ben 90 km sulla superficie lunare. La velocità massima di questi rover era di circa 13 km/h.
Anche Marte è stato visitato da molte astromobili: il Prop-M Rover sovietico, trasportato dal lander Mars 3, il quale tuttavia non ha mai operato in quanto danneggiatosi nell'atterraggio, gli statunitensi Sojourner (trasportato dal lander Mars Pathfinder), Spirit, Opportunity, Curiosity e Perseverance, e il cinese Zhurong.

## Caratteristiche
Le astromobili sono progettate per riuscire a muoversi su terreni tortuosi e per superare grossi ostacoli: per questo motivo hanno più ruote di un normale veicolo. Sono solitamente provvisti di grossi pannelli solari per l'alimentazione.
Le astromobili che atterrano su corpi celesti lontani dalla Terra non possono essere controllati da remoto in tempo reale perché la velocità di propagazione delle onde radio è inferiore a quella richiesta per le comunicazioni in tempo reale: di conseguenza tali rover devono poter operare autonomamente con poca assistenza dalla Terra. (es: Marte dista dalla Terra tra i 100 e 56 milioni di chilometri, i segnali radio viaggiano nello spazio aperto alla velocità di 3×108 m/s; con un rapido calcolo ci vorrebbero tra i 5,5 e 3,1 minuti per far arrivare un segnale su Marte: non è possibile comandare un'astromobile in tempo reale).
Le uniche astromobili che l'uomo ha controllato in modo diretto (alla stregua di un'automobile) sono stati i modelli lunari.